# Silva Sweden AB

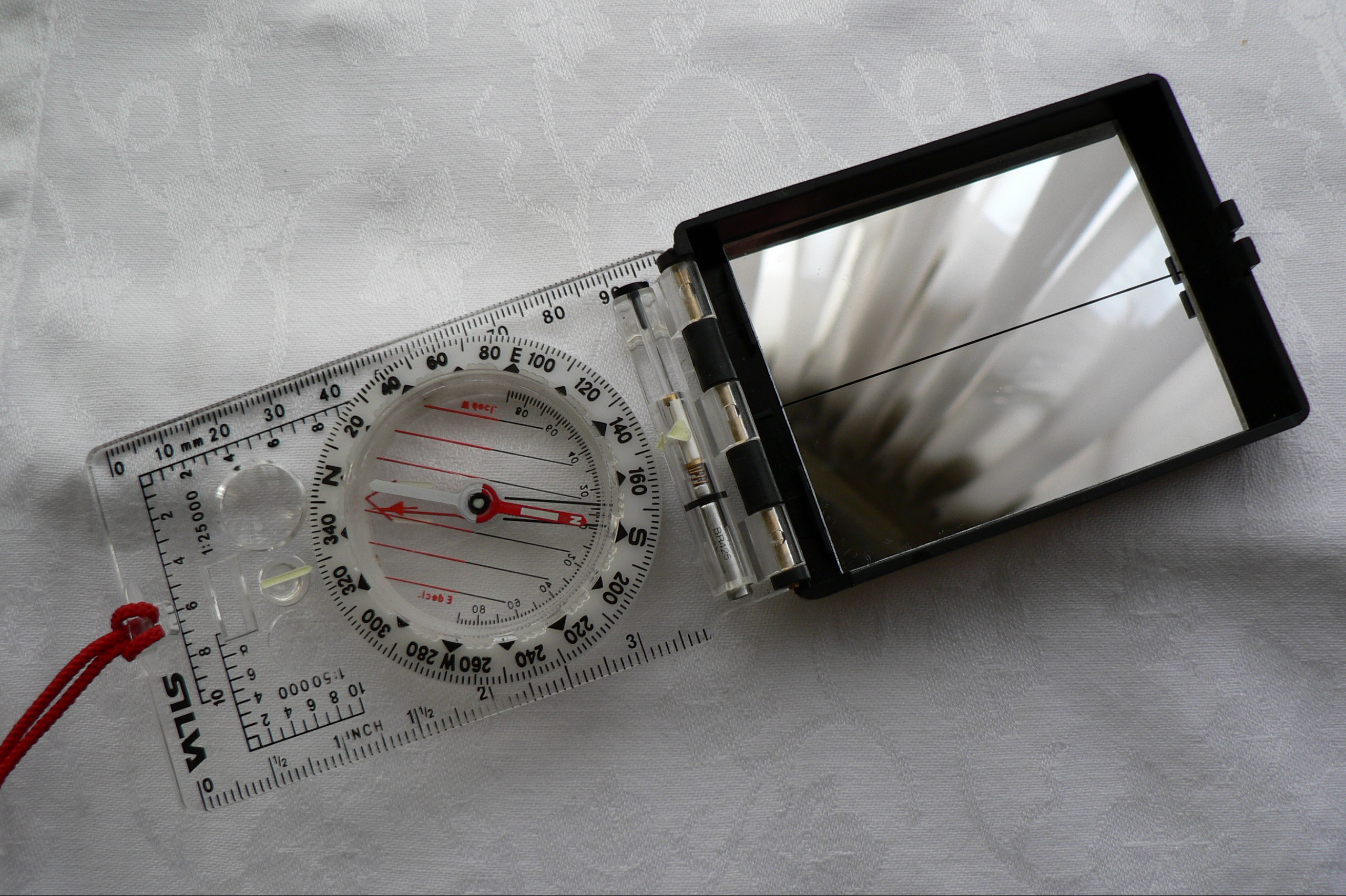
Een Silva kompas

Silva Sweden AB of Silva compass of Silva of Sweden is een bedrijf dat outdoor producten maakt, ze zijn bekend om hun kompassen en andere navigatieapparatuur inclusief gps en hoogtemeters voor vliegtuigen. De oprichters van het bedrijf hebben het populaire oriëntatieloop of protractor kompas uitgevonden, dit wordt over de hele wereld gebruikt voor navigatie. Dit kompas was het eerste met vloeistof gevulde kompas en werd in 1933 uitgevonden. Zoals de bedrijfsnaam al aan geeft, is Silva Sweden AB een bedrijf dat is opgericht en gevestigd in Zweden, het bedrijf exporteert wereldwijd en heeft kantoren in verschillende landen. Ze hebben marketing bedrijven in Sollentuna (Zweden), Mantes-la-Ville (Frankrijk), Friedrichsdorp (Duitsland) en Livingston (Schotland).  Omdat Johnson Outdoors Inc. de Silva merknaam in Noord-Amerika bezit worden Silva Sweden AB kompassen en andere producten verkocht onder de Brunton en Nexus labels in die winkels.  Het doel van Silva Sweden AB is om "producten van wereldklasse kwaliteit te ontwerpen, ontwikkelen, produceren en verkopen op een mondiale basis voor gebruikers in de land en zee markten".

## Geschiedenis
Silva Sweden AB produceerde zijn eerste kompas in 1928 en het bedrijf werd opgericht in 1933.
Hieronder staat een chronologische tijdlijn van belangrijke datums in de geschiedenis van Silva Sweden AB:
- 1928 Het eerste kompas van Silva werd uitgevonden.
- 1933 Het bedrijf Silva wordt opgericht.
- 1946 Bjorn Kjellstrom begint Silva U.S.A. werkzaamheden als The Silva Company (later Silva, Inc.). Een kompas montagefabriek wordt opgericht in La Porte, Indiana.  Silva Orienteering Services wordt opgericht om de oriëntatieloopsport in Noord-Amerika te ondersteunen.
- 1948 Kjellstrom richt Silva Ltd. of Canada op.
- 1958 Silva Sweden AB breid uit met nieuwe plastic-manufacturing-operations
- 1960 Silva Sweden AB breid uit met nieuwe tooling en manufacturing-operations
- 1973 Nieuwe manufacturingfabriek, Instrumentverken in Sollentuna.  Johnson Outdoors Inc. verwerft Silva, Inc. (VS).
- 1980 Nieuw kantoorgebouw voor Silva Sweden AB.
- 1981 Silva Sweden AB lanceert zijn eerste elektronische instrumentontwerp
- 1981 Aankoop van verschillende lijnen van sportzaken voor de Zweedse sportmarkt door Silva Sweden AB.
- 1982 Productie van de eerste elektronische instrumenten door Silva Sweden AB.
- 1985 Johnson Outdoors Inc. koopt Silva Ltd. of Canada.
- 1984 Nieuwe opslagplaats.
- 1986 Vergroting van de Silva Sweden AB-manufacturingfabriek.
- 1986 Nieuwe showroom voor SILVA Sweden AB-producten.
- 1989 Lancering van het grootste investeringsprogramma ooit voor The Silva Group. Markt - productie - research & development.
- 1990 Opening nieuwe gebouwen Silva Frankrijk 	
  - 25 miljoen kompassen geproduceerd
  - Nieuwe dochteronderneming Silva US MARINE
  - Nieuwe manufacturing fabriek in Livingston (Schotland)
  - Aankoop van precisie instrumenten fabrikant Sisteco Finland
- 1992 Silva lanceert zijn eerste satelliet navigator
- 1995 Bjorn Kjellstrom overlijdt. De Silva fabriek in Haninge wordt heropend
- 1996 Silva Sweden AB koopt Brunton Inc., dit resulteert in het grootste kompasmanufacturingbedrijf in de VS. Johnson Outdoors Inc. behoudt de Silva merknaam in Noord-Amerika. Silva Sweden AB gaat door met het op de markt brengen van de originele Silva of Sweden kompassen onder de Brunton en Nexus labels.

Vandaag de dag bestaat de Silva Group uit het moederbedrijf Silva Sweden AB samen met de dochterondernemingen Silva Ltd. in het Verenigd Koninkrijk, Silva Frankrijk, Silva Duitsland, Silva Far East en The Brunton Company (Brunton, Inc.) in de VS en Canada. De kernactiviteiten van de Silva Group bestaan uit het ontwerpen, ontwikkelen, produceren van kompassen voor land en zee en verkoop van kompassen, gps en outdoor instrumenten, hoofdlampen, verrekijkers en andere elektronische navigatieapparatuur. 